# چیف لیک (ویسکانسین)
چیف لیک (به انگلیسی: Chief Lake) یک منطقهٔ مسکونی در ایالات متحده آمریکا است که در شهر هایوارد واقع شده‌است. چیف لیک ۶۱٫۲ کیلومتر مربع مساحت و ۵۸۳ نفر جمعیت دارد و ۴۰۸ متر بالاتر از سطح دریا واقع شده‌است.